# Trofeum Salminga
Trofeum Salminga (szw. Salming Trophy) – nagroda indywidualna w szwedzkich rozgrywkach hokeja na lodzie Elitserien / SHL przyznawana corocznie najlepszemu obrońcy sezonu.
W 2008 nagrodę dla najlepszego obrońcy sezonu Elitserien otrzymał Mikko Luoma, po czym nagrodę zreformowano określając nagrodzonego szeroko jako najlepszego obrońcę poza ligą NHL.
Wyróżnienie jest przyznawane od 2009 przez związek dziennikarzy Kamratföreningen Hockeyjournalisterna. Nazwa trofeum pochodzi od szwedzkiego obrońcy Börja Salminga (ur. 1951), który jako pierwszy szwedzki hokeista został przyjęty do Hockey Hall of Fame.

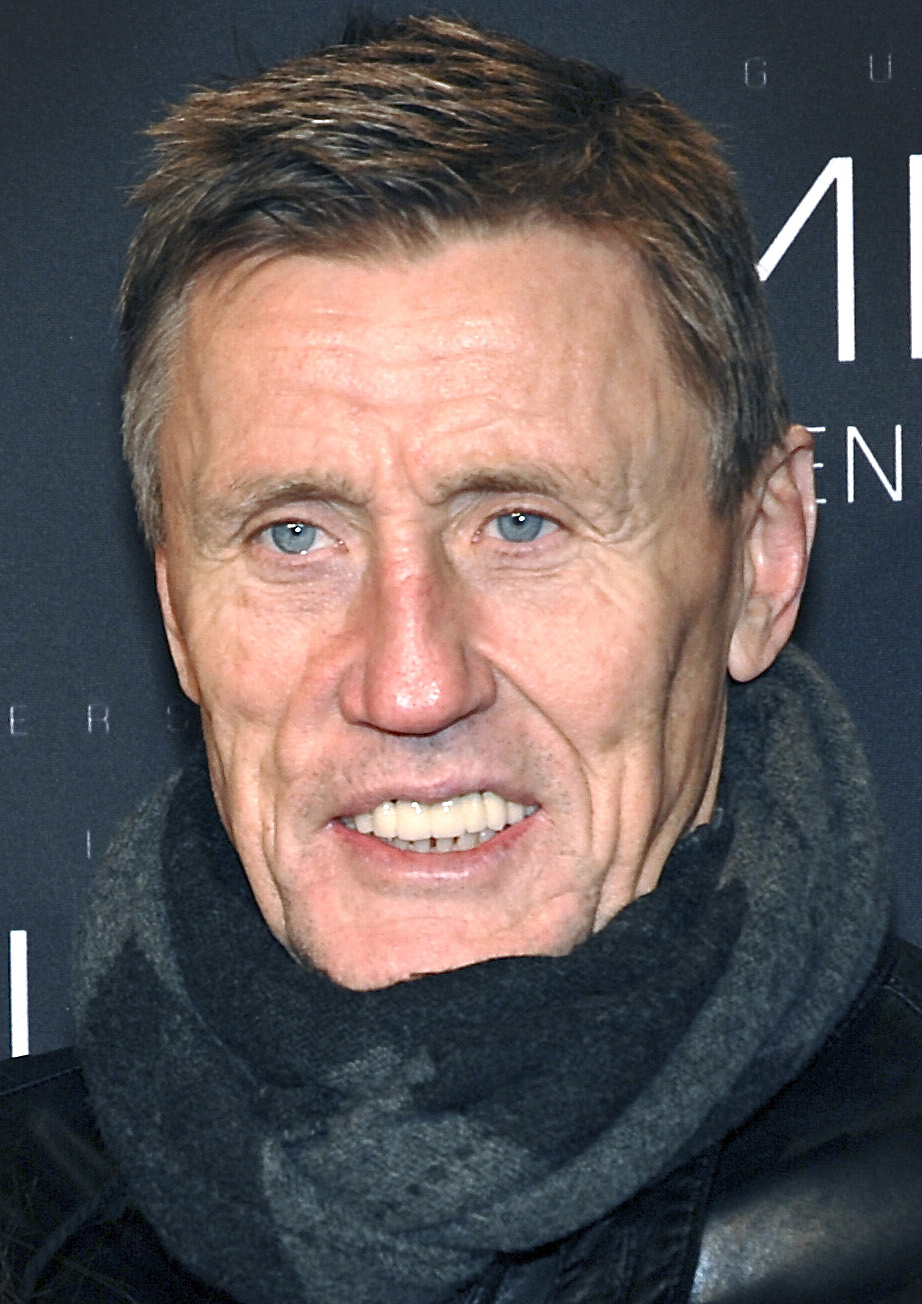
Patron nagrody Börje Salming (2012)

## Nagrodzeni
- 2009 - Marcus Ragnarsson, Djurgårdens IF[2]
- 2010 - Magnus Johansson, Linköping[3]
- 2011 - David Rundblad, Skellefteå[4]
- 2012 - Mattias Ekholm, Brynäs
- 2013 - Magnus Nygren, Färjestad[2]
- 2014 - Patrik Hersley, Leksands IF[5]
- 2015 - Tim Heed, Skellefteå[6]
- 2016 - Niclas Burström, Skellefteå[7]
- 2017 - Henrik Tömmernes, Frölunda HC[8]
- 2018 – Lawrence Pilut, HV71[9]
- 2019 – Erik Gustafsson, Luleå HF[10]
- 2020 – Kodie Curran, Rögle BK[11]
- 2021 – Nils Lundkvist (Luleå)[12]